# Scaphosepalum medinae
Scaphosepalum medinae är en orkidéart som beskrevs av Carlyle August Luer och José Portilla. Scaphosepalum medinae ingår i släktet Scaphosepalum och familjen orkidéer. Inga underarter finns listade i Catalogue of Life.